# César Carmigniani
César Carmigniani Garcés (Guayaquil, Ecuador, 7 de diciembre de 1944) es un director, productor de cine y televisión y actor ecuatoriano.

## Trayectoria
Debutó como actor en 1971 dentro de la película Cuando canta el corazón, dirigida por Sergio Mottola. Participó también como secundario de la producción española grabada en Guayaquil El pantano de los cuervos (1974) de Manuel Caño. En 1984 protagonizó la miniserie El Teniente Paroli de la cadena Teleamazonas.
En 1989 dirigió y actuó en El Ángel de Piedra, adaptación nacional de la teleserie original de Julio Jiménez. Posteriormente dirigió El segundo enemigo y La Jaula, todas de la cadena Ecuavisa.
A partir de los años 90 se enfocó en varios proyectos basados en obras y eventos de la Literatura e Historia de Ecuador como Cumandá (1993), El puente llevará su nombre (1996) Recuerdos en Paita (1999), Polvo y Ceniza (2007), Olmedo: el castigo de la grandeza (2009), entre otros.
Fue nominado en 2024 al Premio Nacional Eugenio Espejo.

## Filmografía

#### Como director
- El Ángel de Piedra (1989)
- El segundo enemigo (1989)
- La Jaula (1990)
- Zámbiza (1991)
- No quiero ser bella (1993)
- El puente llevará su nombre (1996)
- Cumandá (1993)
- Polvo y Ceniza (1997)
- Recuerdos en Paita (1999)
- Matilde (2004)
- Olmedo: el castigo de la grandeza (2007)
- Mister Juramento (2012)
- El tesoro de la Mitad del Mundo (película, 2023)

#### Como actor
- Cuando canta el corazón (1971)
- El pantano de los cuervos (1974)
- Dos para el camino (1981)
- El teniente Paroli (miniserie, 1984)
- Los títeres (1984)
- El Ángel de Piedra (1989)
- Cumandá (1993)